# Airbus A220
Airbus A220, tidigare Bombardier CSeries, är en flygplansfamilj med flygplanskropp med en mittgång, två motorer och är ett medeldistansjetflygplan som utvecklats av den kanadensiska flygplanstillverkaren Bombardier Aerospace. 
Planet finns i två varianter: A220-100 med upp till 135 sittplatser och A220-300 med upp till 160 sittplatser. Det första flygplanet togs i drift 2016 med Airbaltic.
I oktober 2017 meddelade Airbus och Bombardier ett samarbete om CSeries-programmet. Airbus förvärvade en majoritetsandel (50,01%), Bombardier behöll 31% och Investissement Québec erhöll en andel om 19%. En andra fabrik planerad i Mobile, Alabama.
Flygplanet döptes om till A220-100/300 i juli 2018, efter att kontrollen av programmet övertagits av Airbus.
Stora flygbolag med många A220-plan i drift eller på order är Air France (60), Delta Airlines (50), Air Canada (45) och Swiss International. Flest order har Jetblue med 100 exemplar beställda.
Det svenska inrikesflygbolaget Braathens Aviation beställde flygplanstypen A220 men på grund av minskad efterfrågan av inrikesflyg valde man att pausa beställningen på obestämd tid.